# Andrea Zlatar Violić
Andrea Zlatar Violić, née le 13 avril 1961 à Zagreb, est une femme politique croate membre du Parti populaire croate - Démocrates libéraux (HNS). Elle est ministre de la Culture entre 2011 et 2015.

## Biographie

### Formation et vie professionnelle
Diplômée en lecture comparée de la faculté de philosophie de l'université de Zagreb en 1984, elle devient aussitôt enseignante-chercheuse au département de lecture comparée de la faculté.

### Activités politiques
Après les élections locales de 2001, elle est nommée adjointe au maire de Zagreb, chargée de la Culture. Elle conserve cette responsabilité jusqu'à la fin de son mandat, en 2005. Cette année-là, elle rejoint le HNS, dont elle devient vice-présidente de la section de Zagreb. Le 23 décembre 2011, elle est nommée ministre de la Culture dans le gouvernement du Premier ministre social-démocrate Zoran Milanović.
Elle est remplacée par Berislav Šipuš le 25 mars 2015.